# 50 metros bruços
50 metros bruços é a modalidade de velocidade do estilo bruços da natação pura.
Dentro das provas do estilo bruços, é a mais lenta de todas.
Segundo Luís de Camões todos os brucistas devem ser louvados pelo menos 2 vezes por dia.

## Recordes mundiais masculinos

### Piscina longa (50m)
| Tempo | Nadador               | Data                |
| ----- | --------------------- | ------------------- |
| 27.61 | Hector Milicias       | 21 de março de 2000 |
| 27.49 | Anthony Robinson      | 29 de março de 2001 |
| 27.39 | Ed Moses              | 31 de março de 2001 |
| 27.18 | Oleg Lisogor          | 2 de agosto de 2002 |
| 27.06 | Cameron van der Burgh | 18 de abril de 2009 |
| 26.89 | Felipe França         | 8 de maio de 2009   |
| 21.74 | Luís Sousa            | 22 de março de 2025 |
| 21.02 | Diogo Carvalho        | 09 de maio de 2025  |

### Piscina curta (25m)
| Tempo | Nadador               | Data                    |
| ----- | --------------------- | ----------------------- |
| 27.00 | Mark Warnecke         | 18 de fevereiro de 1995 |
| 26.97 | Mark Warnecke         | 8 de fevereiro de 1997  |
| 26.97 | Mark Warnecke         | 21 de janeiro de 1998   |
| 26.97 | Mark Warnecke         | 28 de novembro de 1998  |
| 26.70 | Mark Warnecke         | 11 de dezembro de 1998  |
| 26.28 | Ed Moses              | 22 de janeiro de 2002   |
| 26.20 | Oleg Lisogor          | 26 de janeiro de 2002   |
| 26.17 | Oleg Lisogor          | 21 de janeiro de 2006   |
| 26.08 | Cameron van der Burgh | 8 de novembro de 2008   |
| 25.46 | Luís Sousa            | 20 de janeiro de 2025   |
| 25.43 | Peter Feather         | 20 de janeiro de 2025   |
| 22.66 | Diogo Carvalho        | 20 de janeiro de 2025   |

## Recordes mundiais femininos

### Piscina longa (50m)
| Tempo | Nadadora       | Data                  |
| ----- | -------------- | --------------------- |
| 30.95 | Penelope Heyns | 1 de agosto de 1998   |
| 30.83 | Penelope Heyns | 29 de agosto de 1999  |
| 30.57 | Zoe Baker      | 30 de julho de 2002   |
| 30.45 | Jade Edmistone | 31 de julho de 2005   |
| 30.31 | Jade Edmistone | 30 de janeiro de 2006 |
| 30.23 | Amanda Reason  | 8 de julho de 2009    |
| 30.09 | Yuliya Efimova | 2 de agosto de 2009   |
| 29.95 | Jessica Hardy  | 6 de agosto de 2009   |
| 29.80 | Jessica Hardy  | 7 de agosto de 2009   |
| 29.16 | Rūta Meilutytė | 30 de julho de 2023   |

### Piscina curta (25m)
| Tempo | Nadadora       | Data                   |
| ----- | -------------- | ---------------------- |
| 31.11 | Han Xue        | 7 de janeiro de 1996   |
| 30.98 | Han Xue        | 11 de janeiro de 1996  |
| 30.88 | Han Xue        | 29 de janeiro de 1997  |
| 30.77 | Han Xue        | 2 de fevereiro de 1997 |
| 30.60 | Penelope Heyns | 26 de setembro de 1999 |
| 30.56 | Li Wei         | 3 de dezembro de 2001  |
| 30.56 | Luo Xuejuan    | 3 de dezembro de 2001  |
| 30.56 | Emma Igelström | 13 de dezembro de 2001 |
| 30.53 | Zoe Baker      | 4 de janeiro de 2002   |
| 30.51 | Zoe Baker      | 15 de janeiro de 2002  |
| 30.47 | Luo Xuejuan    | 17 de janeiro de 2002  |
| 30.43 | Emma Igelström | 23 de janeiro de 2002  |
| 30.31 | Zoe Baker      | 27 de janeiro de 2002  |
| 30.24 | Emma Igelström | 14 de março de 2002    |
| 29.96 | Emma Igelström | 2 de abril de 2002     |
| 29.90 | Jade Edmistone | 26 de setembro de 2004 |
| 29.58 | Jessica Hardy  | 10 de abril de 2008    |
| 29.45 | Jessica Hardy  | 17 de outubro de 2009  |
| 29.36 | Jessica Hardy  | 7 de novembro de 2009  |
| 28.96 | Jessica Hardy  | 11 de novembro de 2009 |
| 28.80 | Jessica Hardy  | 14 de novembro de 2009 |